# 徳田昂平

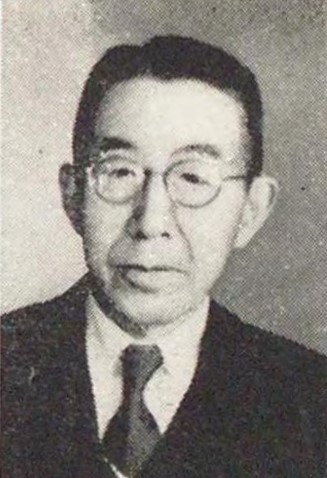
徳田昂平

徳田 昂平（とくだ こうへい、1878年（明治11年）5月26日 - 1951年（昭和26年）10月5日）は、日本の実業家、相場師。徳田商会（のちの内外証券、東海東京証券）社長、日本証券取引所総裁、貴族院議員、大蔵省証券取引委員会委員長等を務めた。

## 人物
山梨県出身。旧制甲府中学（のちの山梨県立甲府第一高等学校）を経て、東京高等商業学校（のちの一橋大学）卒業。
山梨銀行等を経て、1897年徳田商会入社。入社後頭角を現し、3年後に支配人就任。徳田商会創業者の徳田孝平の婿養子となり、ロンドンに3年間留学。その後ニューヨークのウォール街の仲買店で株式仲買を学ぶ。
1918年株式会社徳田商会に改組し社長に就任。1924年から1933年まで東株一般取引組合委員長。
また東京商工会議所副会長や日本証券取引所総裁を務め、1946年6月8日、貴族院勅選議員に任じられ、研究会に所属して1947年5月2日の貴族院廃止まで在任した。同年、大蔵省証券取引委員会委員長に就任。
東京板紙株を巡る富士製紙と樺太工業の買収合戦では、杉野喜精とともに事態の収拾にあたった。
1951年10月5日、下腹部の腫瘍が悪化し、ガン研究会附属分院にて死去。